# Сальковское урочище
Сальковское урочище (укр. Сальківське) — заповедное урочище местного значения на Украине. Расположено в пределах Голованевского района Кировоградской области, южнее посёлка Сальково. Занимает территорию 66,3 га. Основано в 1993 году.
Заповедное урочище было образовано с целью сохранения живописного участка вдоль реки Южный Буг с крутыми каменистыми склонами; местами есть небольшие скалы. В растительном покрове преобладают типчак, местами — ковыль-волосатик, а также карагана кустовая. На скалах растут кизильник черноплодный, молодило русское, асплений северный. По дну балки (приток Южного Буга) растут влаголюбивые виды — полевица ползучая, мята водяная, камыш лесной, герань болотная, девясил высокий. Есть фрагменты липового леса.

## Галерея

Растительность урочища Сальковское
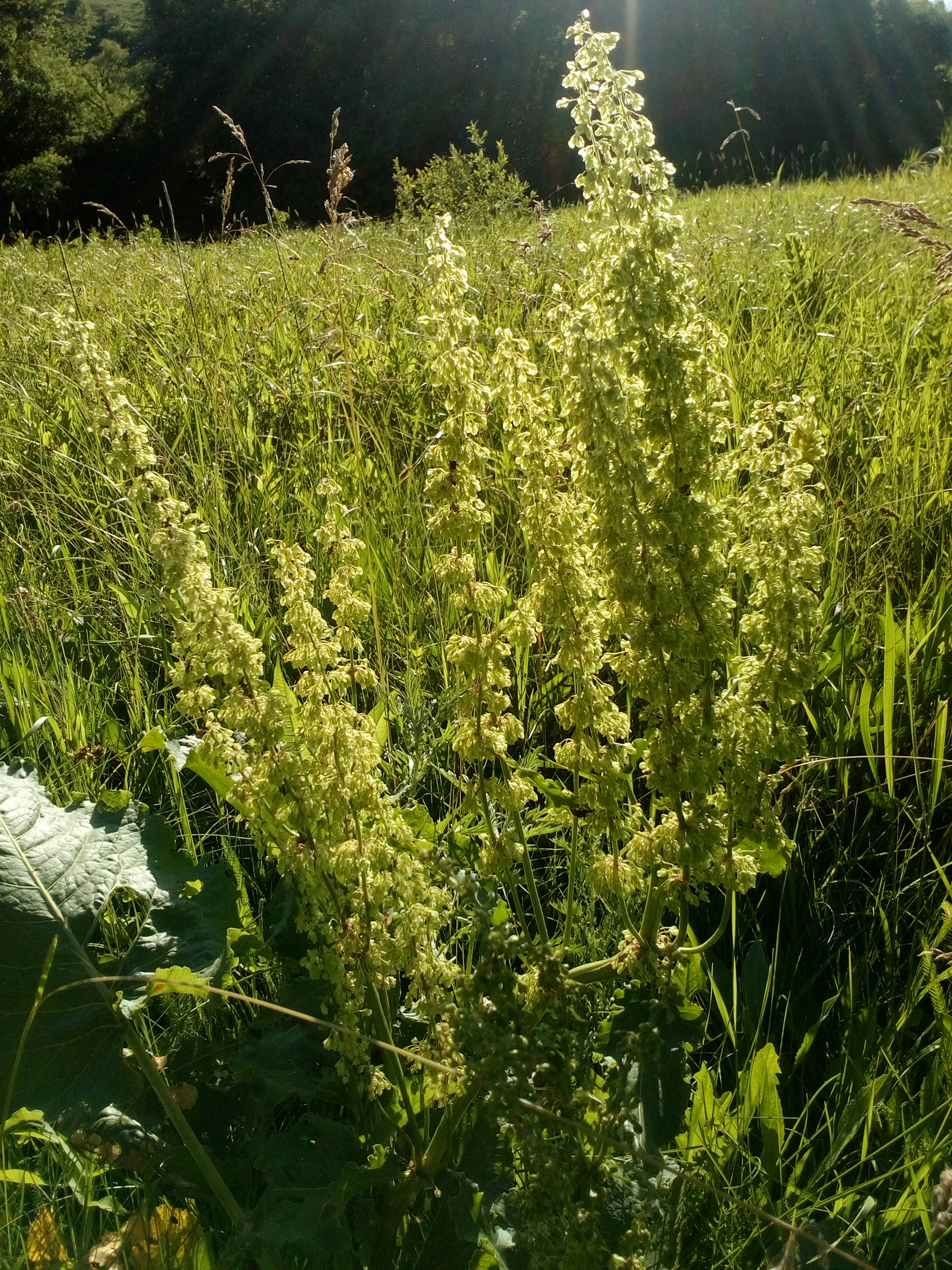
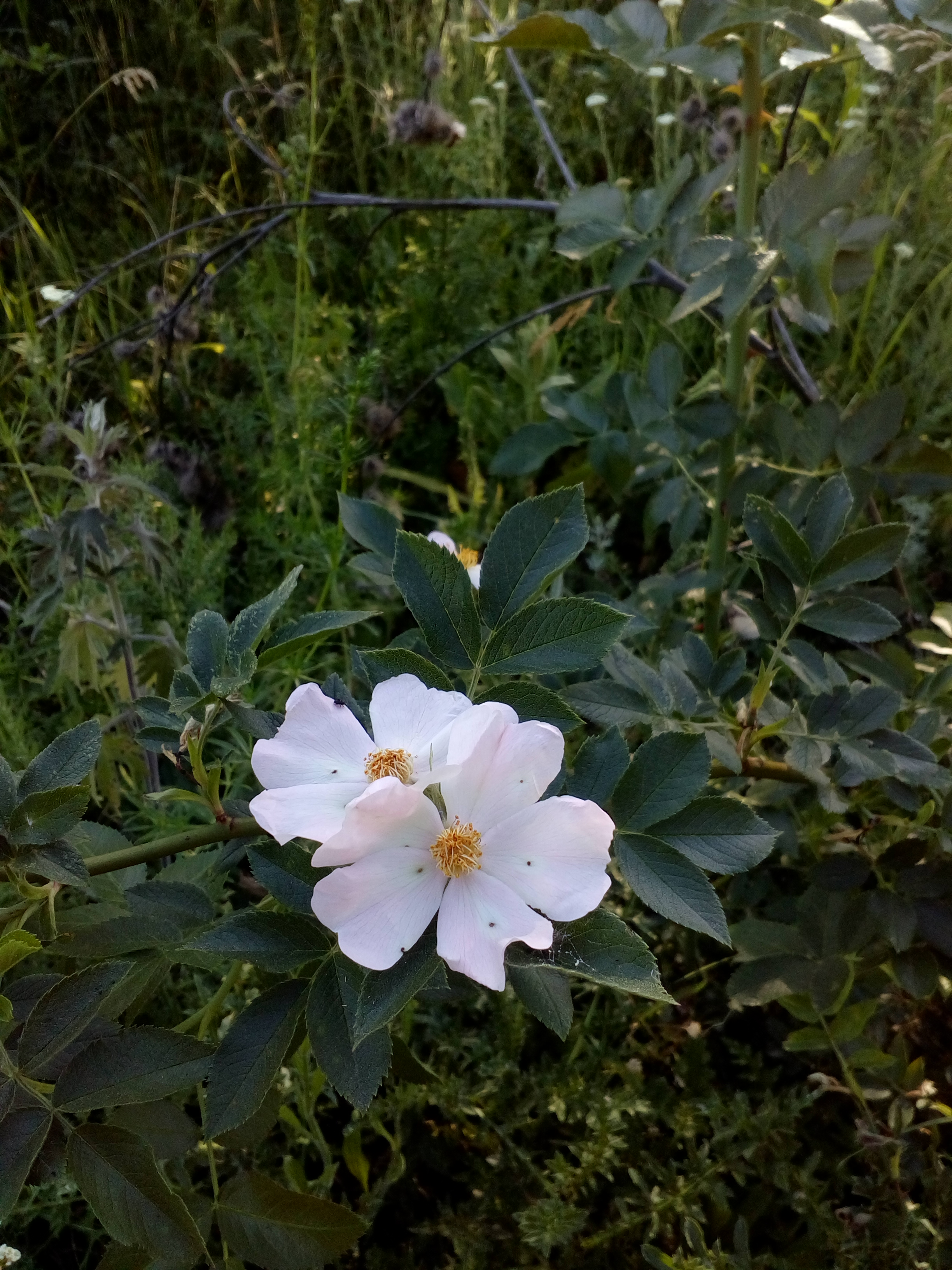
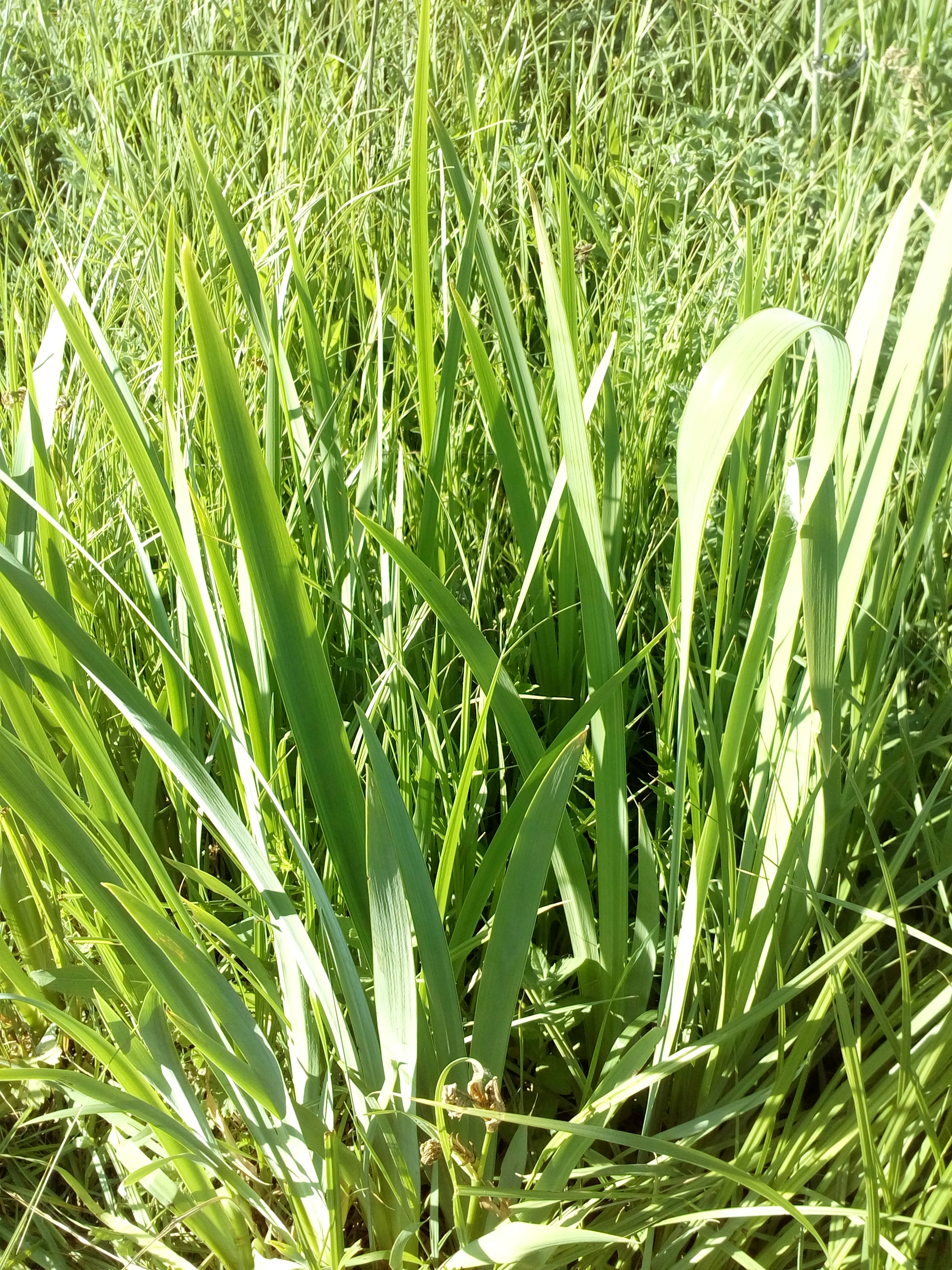
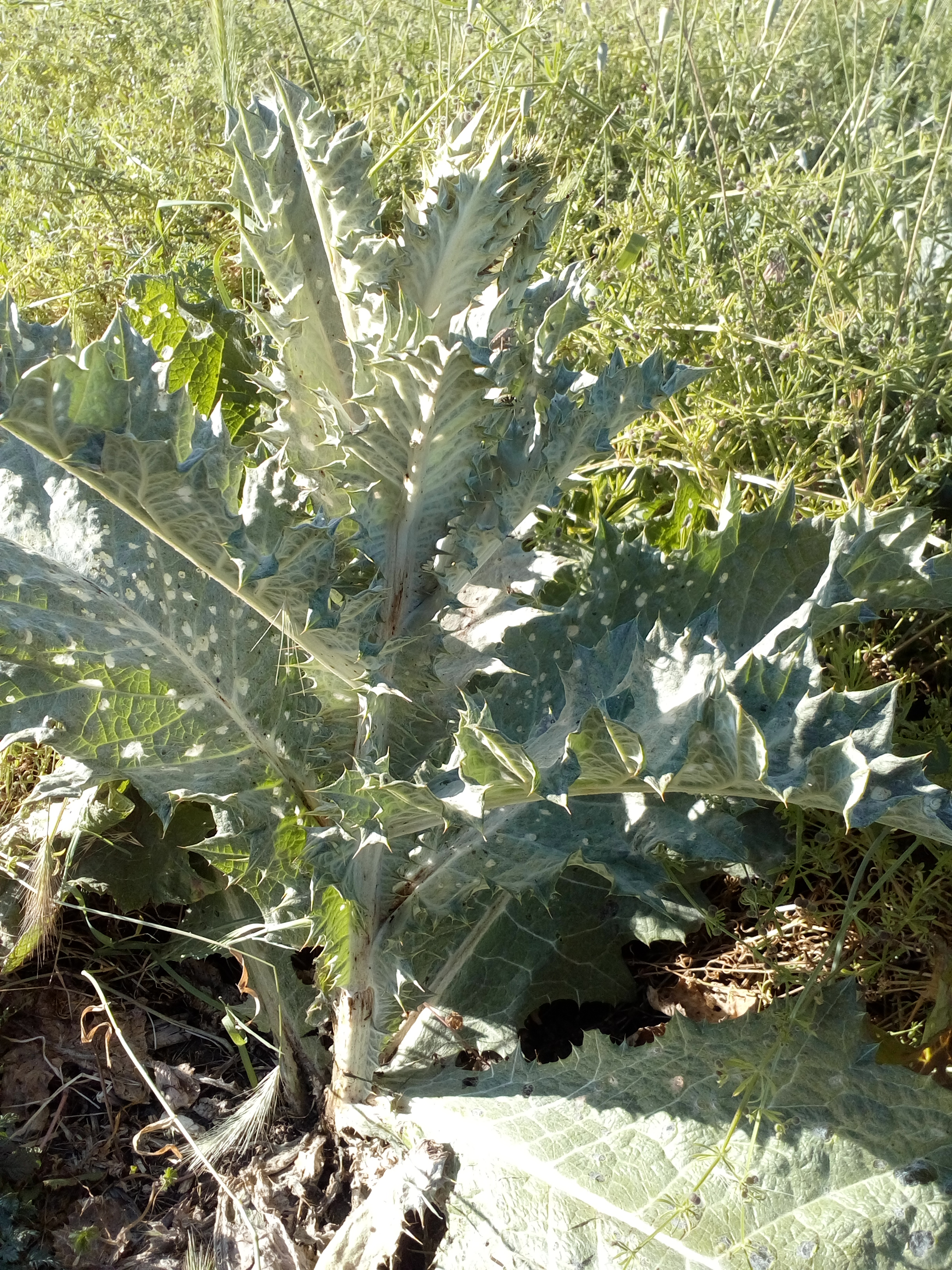